# Mustelus manazo
La musola estrellada (Mustelus manazo) es un tiburón de la familia Triakidae, que habita en el Índico occidental y el Pacífico occidental entre las latitudes 45° N y 10º S, desde la superficie hasta los 360 m de profundidad.
Su reproducción es ovovivípara. En algunas partes de Japón, la gente lo consume con vinagre y mostaza.